# Cantone di Bièvres
Il Cantone di Bièvres era una divisione amministrativa dell'arrondissement di Palaiseau.
A seguito della riforma approvata con decreto del 24 febbraio 2014, che ha avuto attuazione dopo le elezioni dipartimentali del 2015, è stato soppresso.

## Composizione
Comprendeva i comuni di:
- Bièvres
- Saclay
- Saint-Aubin
- Vauhallan
- Verrières-le-Buisson
- Villiers-le-Bâcle